# Ioannis Andreou
Ioannis Andreou fue un nadador griego, que compitió en los Juegos Olímpicos de Atenas 1896.
Andreou compitió en el evento de 1.200 metros estilo libre. Se ubicó segundo de siete nadadores, con un tiempo de 21:03.4. El ganador, el húngaro Alfréd Hajós, finalizó en 18:22.2.